# Laura Ludwigová
Laura Ludwigová (* 13. ledna 1986 Východní Berlín) je německá plážová volejbalistka, členka klubu Hamburger SV. Je vysoká 181 cm, hraje ve dvojici s Louisou Lipmannovou, kde plní obranné úkoly.
Začínala s šestkovým volejbalem v klubu Köpenicker SC, později hrála krátce i nejvyšší německou soutěž za Bayer 04 Leverkusen. Plážovému volejbalu se věnuje od roku 1999. Její první partnerkou byla Jana Köhlerová, s níž se v roce 2003 stala mistryní světa i Evropy v kategorii do 18 let. V letech 2004 až 2012 hrála se Sarou Gollerovou; vyhrály mistrovství Evropy v plážovém volejbalu 2008 a 2010, v letech 2007 a 2009 byly finalistkami evropského šampionátu, na Letních olympijských hrách 2008 vypadly v osmifinále a na Letních olympijských hrách 2012 ve čtvrtfinále.
V roce 2013 začala spolupráce Ludwigové s Kirou Walkenhorstovou, společně se staly v letech 2015 a 2016 mistryněmi Evropy a v roce 2016 jako první Evropanky v historii olympijskými vítězkami. V letech 2016 a 2017 vyhrály FIVB World Tour Finals a v roce 2017 se staly mistryněmi světa. V roce 2019 Walkenhorstová ze zdravotních důvodů ukončila kariéru a v tomto roce vyhrála Ludwigová finále World Tour již s Margaretou Kozuchovou. Byla vyhlášena nejlepší hráčkou World Tour v letech 2015, 2016 a 2017, spolu s Walkenhorstovou také vyhrály hlasování o německou sportovní legendu desetiletí v kategorii týmů.